# Piezochaerus marcelae
Piezochaerus marcelae är en skalbaggsart som beskrevs av Jose R.M. Mermudes 2008. Piezochaerus marcelae ingår i släktet Piezochaerus och familjen långhorningar. Inga underarter finns listade i Catalogue of Life.